# Beniardá
Beniardá község Spanyolországban, Alicante tartományban. Lakosainak száma 235 fő (2024). Beniardá Benifato, Benimantell, Castalla, Castell de Castells, Famorca és Confrides községekkel határos.

## Népesség
A település lakosságának változását az alábbi diagram mutatja:
| Lakosok száma | 200  | 199  | 208  | 238  | 222  | 208  | 202  | 232  | 192  | 235  |
|               | 2001 | 2004 | 2006 | 2009 | 2011 | 2014 | 2016 | 2019 | 2021 | 2024 |